# Перші Боброви
Перші Бобро́ви (рос. Первые Бобровы) — присілок у складі Даровського району Кіровської області, Росія. Входить до складу Даровського міського поселення.
Населення становить 258 осіб (2010, 337 у 2002).
Національний склад станом на 2002 рік — росіяни 97 %.